# Плезант-Плейн (Айова)
Плезант-Плейн (англ. Pleasant Plain) — місто (англ. city) в США, в окрузі Джефферсон штату Айова. Населення — 84 особи (2020).

## Географія
Плезант-Плейн розташований за координатами 41°8′50″ пн. ш. 91°51′35″ зх. д. / 41.14722° пн. ш. 91.85972° зх. д. (41.147216, -91.859630).  За даними Бюро перепису населення США в 2010 році місто мало площу 2,64 км², уся площа — суходіл.

## Демографія
Згідно з переписом 2010 року, у місті мешкали 93 особи в 41 домогосподарстві у складі 31 родини. Густота населення становила 35 осіб/км².  Було 47 помешкань (18/км²).
Расовий склад населення:
| - 100,0 % — білих |

До двох чи більше рас належало 0,0 %. Частка іспаномовних становила 1,1 % від усіх жителів.
За віковим діапазоном населення розподілялося таким чином: 16,1 % — особи молодші 18 років, 65,6 % — особи у віці 18—64 років, 18,3 % — особи у віці 65 років та старші. Медіана віку мешканця становила 45,5 року. На 100 осіб жіночої статі у місті припадало 111,4 чоловіків;  на 100 жінок у віці від 18 років та старших — 110,8 чоловіків також старших 18 років.
Середній дохід на одне домашнє господарство  становив 41 991 долар США (медіана — 36 875), а середній дохід на одну сім'ю — 50 013 долари (медіана — 45 833). За межею бідності перебувало 4,3 % осіб, у тому числі 0,0 % дітей у віці до 18 років та 0,0 % осіб у віці 65 років та старших.
Цивільне працевлаштоване населення становило 21 осіб. Основні галузі зайнятості: виробництво — 28,6 %, науковці, спеціалісти, менеджери — 19,0 %, освіта, охорона здоров'я та соціальна допомога — 14,3 %.